# Seznam nejvyšších budov v Houstonu

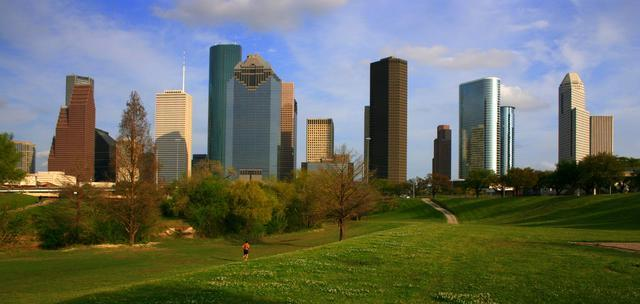
centrum města Houston

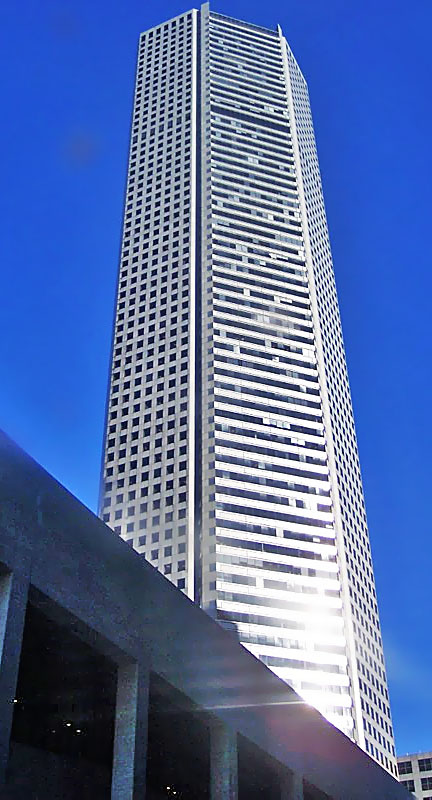
JPMorgan Chase Tower - v současnosti nejvyšší budova ve městě

Seznam 30 nejvyšších budov v Houstonu (Texas, USA). Platný v roce 2010.
| Pořadí | Název                     | Výška m / ft | Počet pater | Rok dokončení |
| ------ | ------------------------- | ------------ | ----------- | ------------- |
| 1      | JPMorgan Chase Tower      | 305 / 1002   | 75          | 1982          |
| 2      | Wells Fargo Plaza         | 302 / 992    | 72          | 1983          |
| 3      | Williams Tower            | 275 / 901    | 64          | 1983          |
| 4      | Bank of America Center    | 238 / 780    | 56          | 1983          |
| 5      | Heritage Plaza            | 232 / 762    | 53          | 1987          |
| 6      | Enterprise Plaza          | 230 / 756    | 55          | 1980          |
| 7      | Centerpoint Energy Plaza  | 226 / 741    | 47          | 1974          |
| 8      | Continental Center I      | 223 / 732    | 53          | 1984          |
| 9      | Fulbright Tower           | 221 / 725    | 52          | 1982          |
| 10     | One Shell Plaza           | 218 / 714    | 50          | 1971          |
| 11     | 1400 Smith Street         | 211 / 691    | 50          | 1983          |
| 12     | Three Allen Center        | 209 / 685    | 50          | 1980          |
| 13     | One Houston Center        | 207 / 678    | 48          | 1978          |
| 14     | First City Tower          | 202 / 662    | 49          | 1981          |
| 15     | MainPlace                 | 192 / 630    | 47          | 2010          |
| 16     | San Felipe Plaza          | 191 / 625    | 45          | 1984          |
| 17     | Exxon Building            | 185 / 607    | 44          | 1963          |
| 18     | 1500 Louisiana Street     | 183 / 600    | 40          | 2002          |
| 19     | America Tower             | 180 / 591    | 42          | 1983          |
| 20     | Two Houston Center        | 176 / 579    | 40          | 1974          |
| 21     | Marathon Oil Tower        | 171 / 561    | 41          | 1983          |
| 22     | Wedge International Tower | 168 / 551    | 43          | 1983          |
| 23     | KBR Tower                 | 167 / 550    | 40          | 1973          |
| 24     | Pennzoil Place            | 159 / 523    | 36          | 1976          |
| 25     | Devon Energy Tower        | 159 / 522    | 36          | 1978          |
| 26     | Reliant Energy Plaza      | 158 / 518    | 36          | 2003          |
| 27     | Total Plaza               | 158 / 518    | 35          | 1971          |
| 28     | The Huntingdon            | 153 / 502    | 34          | 1984          |
| 29     | El Paso Energy Building   | 153 / 502    | 33          | 1963          |
| 30     | Hess Tower                | 149 / 490    | 30          | 2010          |